# Fresnois-la-Montagne
Fresnois-la-Montagne ist eine französische Gemeinde mit 413 Einwohnern (Stand: 1. Januar 2022) im Département Meurthe-et-Moselle in der Region Grand Est (bis 2015 Lothringen). Sie gehört zum Arrondissement Val-de-Briey und ist Mitglied im Gemeindeverband Communauté de communes Terre Lorraine du Longuyonnais. Die Bewohner werden Franoux genannt.

## Geografie
Fresnois-la-Montagne liegt auf halbem Weg zwischen den Städten Longwy und Longuyon. drei Kilometer von der Grenze zu Belgien entfernt. Nachbargemeinden von Fresnois-la-Montagne sind Tellancourt im Nordwesten und Norden, Saint-Pancré im Norden, Cosnes-et-Romain im Nordosten, Villers-la-Chèvre im Nordosten und Osten, Montigny-sur-Chiers im Südosten und Süden sowie Viviers-sur-Chiers im Südwesten und Longuyon im Westen.

## Bevölkerungsentwicklung
| Jahr                       | 1962 | 1968 | 1975 | 1982 | 1990 | 1999 | 2006 | 2019 |
| Einwohner                  | 357  | 386  | 385  | 379  | 381  | 380  | 391  | 413  |
| Quellen: Cassini und INSEE |      |      |      |      |      |      |      |      |

## Sehenswürdigkeiten
- Pfarrkirche La Nativité-de-la-Vierge aus dem 13. Jahrhundert, seit 1920 als Monument historique klassifiziert
- Kapelle Notre-Dame-de-Luxembourg aus dem 18. Jahrhundert
- Ehemaliges Ossarium aus dem 16. Jahrhundert, seit 1987 als Monument historique eingeschrieben

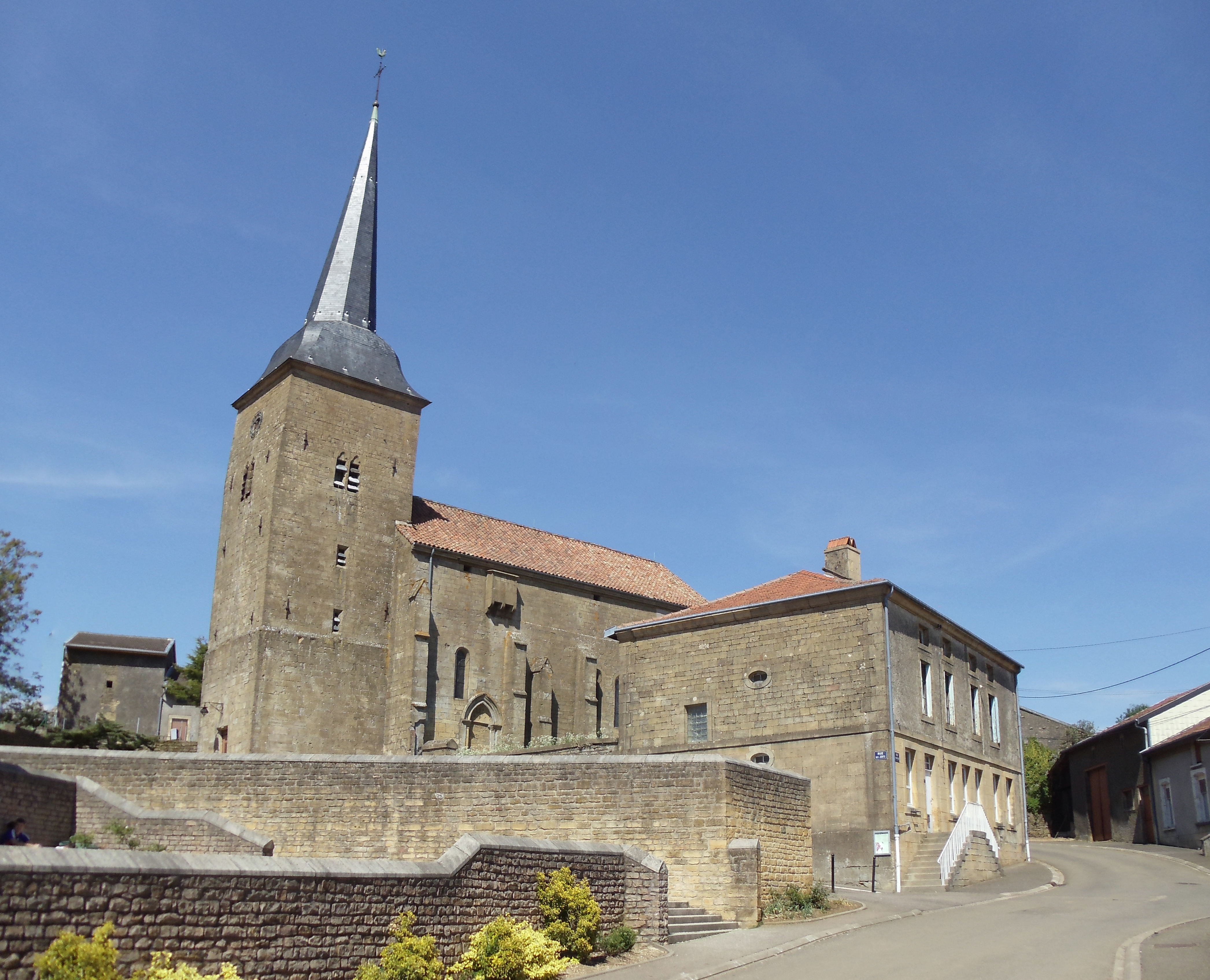
Pfarrkirche La Nativité-de-la-Vierge
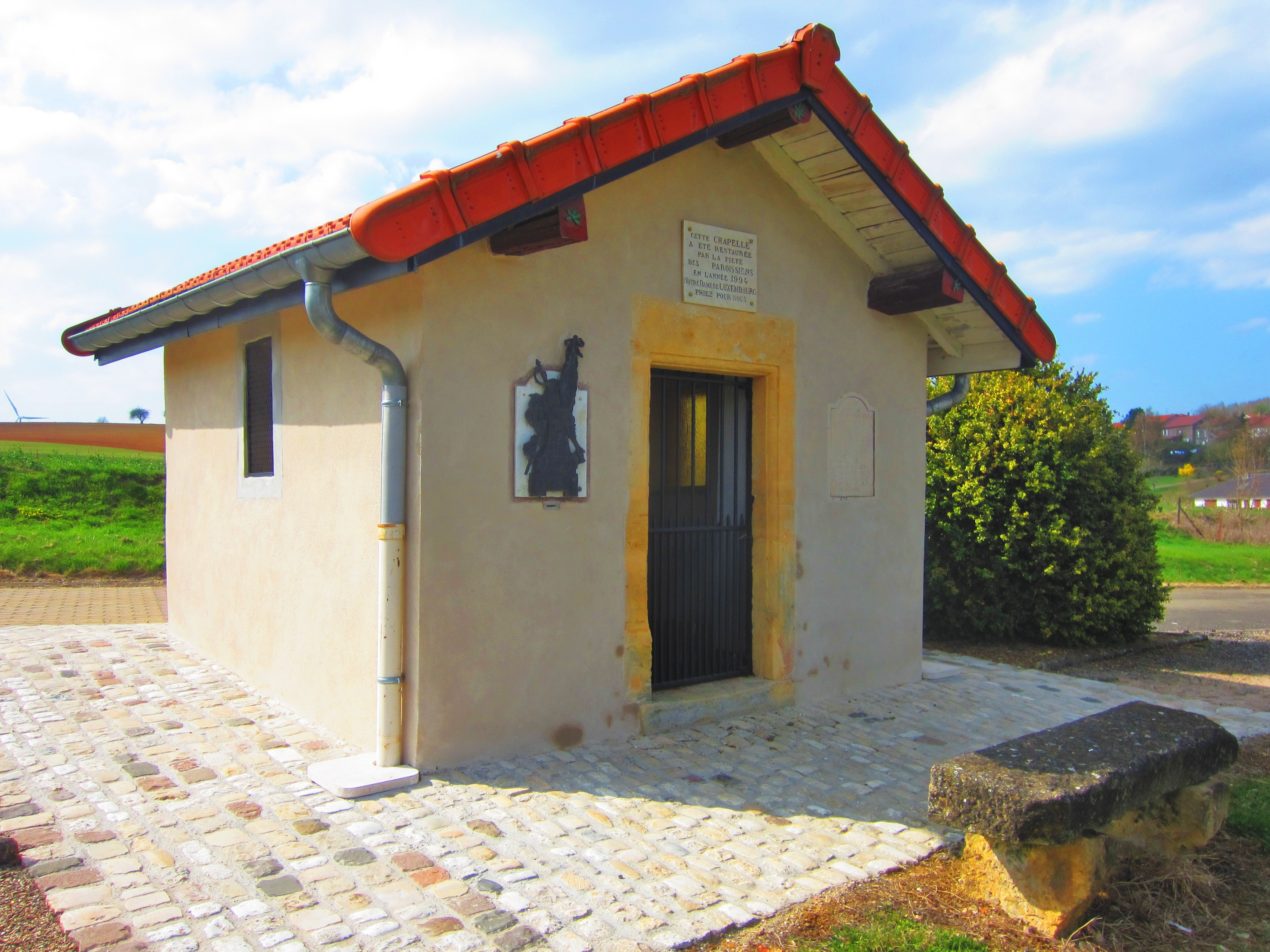
Kapelle Notre-Dame-de-Luxembourg